# Lekkoatletyka na Letnich Igrzyskach Olimpijskich 1952 – bieg na 200 m kobiet
Bieg na 200 metrów kobiet podczas XV Letnich Igrzysk Olimpijskich w Helsinkach rozegrano 25 (eliminacje) i 26 lipca 1952 (półfinały i finał) na Stadionie Olimpijskim w Helsinkach. Zwyciężczynią została reprezentantka Australii Marjorie Jackson, która na tych igrzyskach zwyciężyła również w biegu na 100 metrów. W półfinale ustanowiła rekord świata uzyskując czas 23,5 s.

## Rekordy

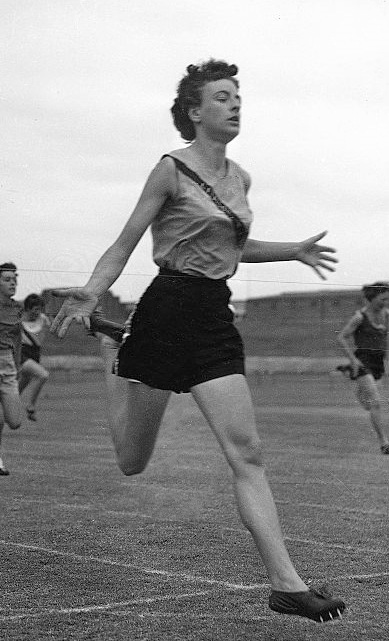
Marjorie Jackson

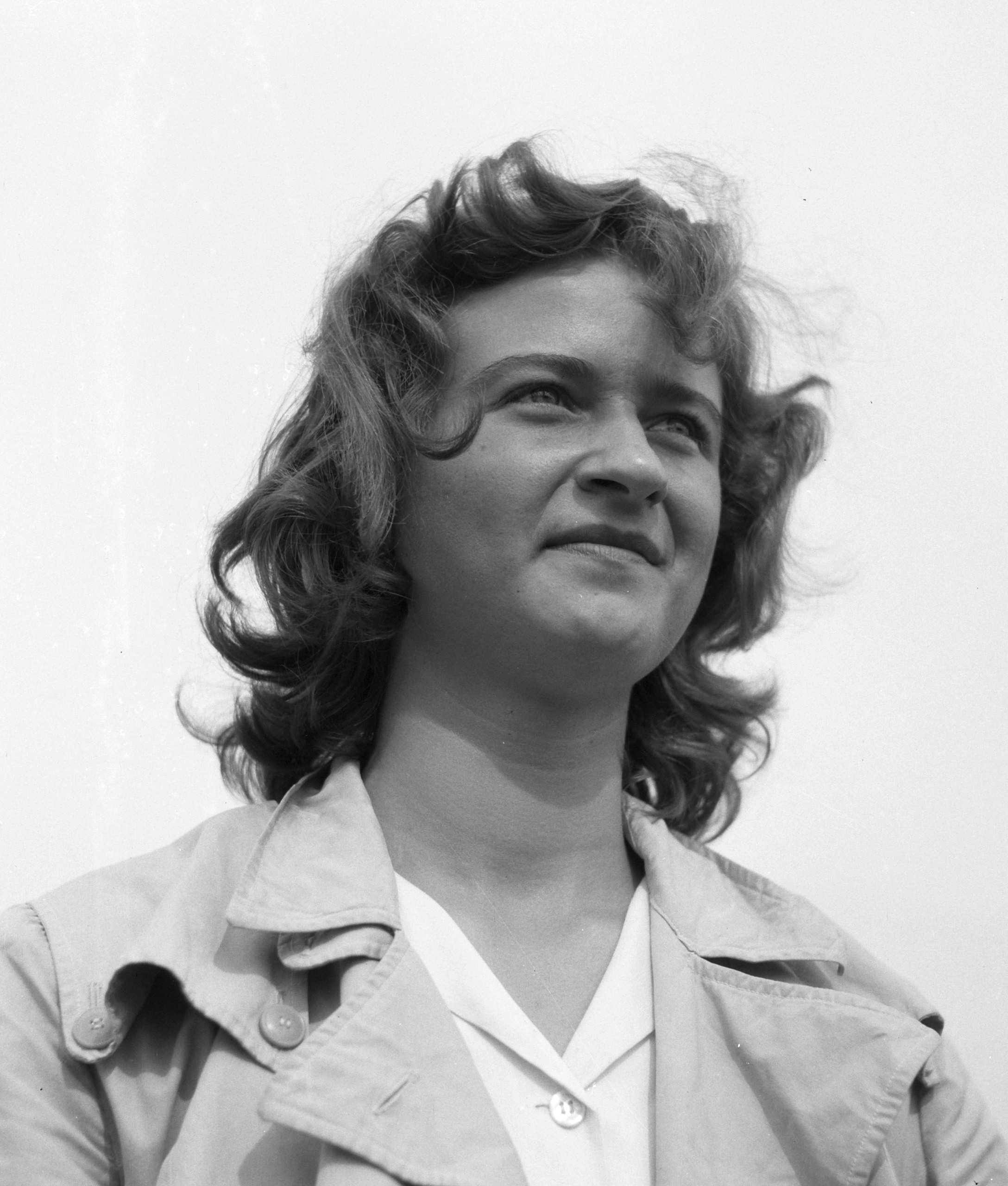
Puck Brouwer

|                   | Zawodniczka            | Narodowość | Czas | Data                 | Miejsce  |
| ----------------- | ---------------------- | ---------- | ---- | -------------------- | -------- |
| Rekord świata     | Stanisława Walasiewicz | Polska     | 23,6 | 4 sierpnia 1935(dts) | Warszawa |
| Rekord olimpijski | Fanny Blankers-Koen    | Holandia   | 24,3 | 5 sierpnia 1948(dts) | Londyn   |

## Wyniki
| Poz. - pozycja |
| – rekord świata \| – rekord krajowy \| – rekord życiowy \| = – wyrównany rekord życiowy \| · – najlepszy wynik w sezonie \| = – wyrównany najlepszy wynik w sezonie \| – rekord olimpijski |
| Fn – falstart \| DNF – nie ukończył \| DNS – nie wystartował \| DSQ – zdyskwalifikowany |

### Eliminacje
Rozegrano siedem biegów eliminacyjnych. Do półfinałów awansowały po dwie najlepsze zawodniczki z każdego biegu (Q).

#### Bieg 1
| Poz. | Zawodniczka       | Narodowość      | Rezultat | Uwagi |
| ---- | ----------------- | --------------- | -------- | ----- |
| 1    | Sylvia Cheeseman  | Wielka Brytania | 24,9     | Q     |
| 2    | Ursula Knab       | Niemcy          | 25,2     | Q     |
| 3    | Cwetana Berkowska | Bułgaria        | 25,2     |       |
| 4    | Gladys Erbetta    | Argentyna       | 25,6     |       |
| 5    | Flora Kazancewa   | ZSRR            | 25,7     |       |
| 6    | Maria Arndt       | Polska          | 25,9     |       |

#### Bieg 2
| Poz. | Zawodniczka        | Narodowość | Rezultat | Uwagi |
| ---- | ------------------ | ---------- | -------- | ----- |
| 1    | Nadieżda Chnykina  | ZSRR       | 24,3     | Q,    |
| 2    | Helga Klein        | Niemcy     | 24,6     | Q     |
| 3    | Deyse de Castro    | Brazylia   | 25,0     | [ 4 ] |
| 4    | Frances O’Halloran | Kanada     | 25,2     |       |
| 5    | Gré de Jongh       | Holandia   | 25,2     |       |
| 6    | Emma Konrad        | Rumunia    | 25,8     |       |

#### Bieg 3
| Poz. | Zawodniczka         | Narodowość        | Rezultat | Uwagi |
| ---- | ------------------- | ----------------- | -------- | ----- |
| 1    | Marjorie Jackson    | Australia         | 23,6     | Q, =  |
| 2    | Catherine Hardy     | Stany Zjednoczone | 24,8     | Q     |
| 3    | Patricia Devine     | Wielka Brytania   | 25,1     |       |
| 4    | Anne-Marie Lousteau | Francja           | 25,5     |       |
| 5    | Olga Gyarmati       | Węgry             | 25,5     |       |
| 6    | Vera Martelli       | Włochy            | 26,1     |       |
| 7    | Mary D’Souza        | Indie             | 26,3     |       |

#### Bieg 4
| Poz. | Zawodniczka       | Narodowość      | Rezultat | Uwagi |
| ---- | ----------------- | --------------- | -------- | ----- |
| 1    | Puck Brouwer      | Holandia        | 24,6     | Q     |
| 2    | Marcelle Gabarrus | Francja         | 25,3     | Q     |
| 3    | Ann Johnson       | Wielka Brytania | 25,3     |       |
| 4    | Adriana Millard   | Chile           | 25,4     |       |
| 5    | Graviola Ewing    | Gwatemala       | 26,9     |       |
| –    | Maria Musso       | Włochy          | DNS      |       |
| –    | Maria Sander      | Niemcy          | DNS      |       |

#### Bieg 5
| Poz. | Zawodniczka                    | Narodowość        | Rezultat | Uwagi |
| ---- | ------------------------------ | ----------------- | -------- | ----- |
| 1    | Eulalia Szwajkowska            | Polska            | 25,5     | Q     |
| 2    | Eleanor McKenzie               | Kanada            | 25,5     | Q     |
| 3    | Alexandra Sicoe                | Rumunia           | 25,6     |       |
| 4    | Lilián Heinz                   | Argentyna         | 25,8     |       |
| 5    | Pirkko Länsivuori              | Finlandia         | 27,5     |       |
| –    | Dolores Dwyer                  | Stany Zjednoczone | DNF      |       |
| –    | Shirley Strickland de la Hunty | Australia         | DNS      |       |

#### Bieg 6
| Poz. | Zawodniczka       | Narodowość        | Rezultat | Uwagi |
| ---- | ----------------- | ----------------- | -------- | ----- |
| 1    | Daphne Hasenjäger | Południowa Afryka | 24,4     | Q     |
| 2    | Winsome Cripps    | Australia         | 24,4     | Q     |
| 3    | Mae Faggs         | Stany Zjednoczone | 24,5     |       |
| 4    | Hyacinth Walters  | Jamajka           | 25,4     |       |
| –    | Sonja Prétôt      | Szwajcaria        | DNS      |       |
| –    | Jorun Tangen      | Norwegia          | DNS      |       |

#### Bieg 7
| Poz. | Zawodniczka           | Narodowość | Rezultat | Uwagi |
| ---- | --------------------- | ---------- | -------- | ----- |
| 1    | Jewgienija Sieczenowa | ZSRR       | 25,4     | Q     |
| 2    | Luella Law            | Kanada     | 25,7     | Q     |
| 3    | Klára Soós            | Węgry      | 25,8     |       |
| 4    | Genowefa Minicka      | Polska     | 25,9     |       |
| –    | Fanny Blankers-Koen   | Holandia   | DNS      |       |
| –    | Lilián Buglia         | Argentyna  | DNS      |       |

### Półfinały
Rozegrano dwa biegi półfinałowe. Do finału awansowały po trzy najlepsze zawodniczki z każdego biegu.

#### Bieg 1
| Poz. | Zawodniczka           | Narodowość        | Rezultat | Uwagi |
| ---- | --------------------- | ----------------- | -------- | ----- |
| 1    | Marjorie Jackson      | Australia         | 23,4     | Q,    |
| 2    | Puck Brouwer          | Holandia          | 24,3     | Q     |
| 3    | Daphne Hasenjäger     | Południowa Afryka | 24,4     | Q,    |
| 4    | Sylvia Cheeseman      | Wielka Brytania   | 24,7     |       |
| 5    | Jewgienija Sieczenowa | ZSRR              | 25,2     |       |
| 6    | Luella Law            | Kanada            | 25,3     |       |
| 7    | Ursula Knab           | Niemcy            | 25,5     |       |

#### Bieg 2
| Poz. | Zawodniczka         | Narodowość        | Rezultat | Uwagi |
| ---- | ------------------- | ----------------- | -------- | ----- |
| 1    | Nadieżda Chnykina   | ZSRR              | 24,1     | Q,    |
| 2    | Winsome Cripps      | Australia         | 24,3     | Q     |
| 3    | Helga Klein         | Niemcy            | 24,4     | Q, =  |
| 4    | Catherine Hardy     | Stany Zjednoczone | 24,7     |       |
| 5    | Eleanor McKenzie    | Kanada            | 25,1     |       |
| 6    | Eulalia Szwajkowska | Polska            | 25,2     |       |
| 7    | Marcelle Gabarrus   | Francja           | 25,3     |       |

### Finał
| Poz. | Zawodniczka       | Narodowość        | Rezultat | Uwagi |
| ---- | ----------------- | ----------------- | -------- | ----- |
| 1    | Marjorie Jackson  | Australia         | 23,7     |       |
| 2    | Puck Brouwer      | Holandia          | 24,2     |       |
| 3    | Nadieżda Chnykina | ZSRR              | 24,2     |       |
| 4    | Winsome Cripps    | Australia         | 24,2     |       |
| 5    | Helga Klein       | Niemcy            | 24,6     |       |
| 6    | Daphne Hasenjäger | Południowa Afryka | 24,6     |       |